# Tama (Tokio)
Tama (Japans: 多摩市, Tama-shi) is een stad (shi) in de Japanse prefectuur Tokio. Eind 2010 had de stad circa 150.000 inwoners en een bevolkingsdichtheid van ruim 7.100 bewoners per km². Het totale gebied beslaat 20,08 km². Tama ligt aan de oever van de gelijknamige rivier.

## Geschiedenis
Op 1 april 1964 werd Tama een gemeente (chō).
Tama is voor een groot deel een nieuwe stad (多摩ニュータウン, Tama New Town). Het ontwerp was klaar in 1965 en in 1966 begon de bouw. De nieuwbouw bestaat uit 21 wijken met elk 3000 tot 5000 appartementen en huizen en de bijbehorende voorzieningen.
Op 1 november 1971 werd Tama een stad (shi) toen de eerste wijken van Tama New Town gereed was.

## Verkeer
Tama ligt aan de Tama-lijn van de Odakyu Elektrische Spoorwegmaatschappij, aan de Keio-lijn en de Sagamihara-lijn van de Keiō Maatschappij, en aan de Tokio Tama Intercity Monorail.
Tama ligt aan de Tomei-autoweg, aan de nationale autowegen 18, 20 en 41, en aan de prefecturale wegen 137, 155, 156, 157, 158 en 503.

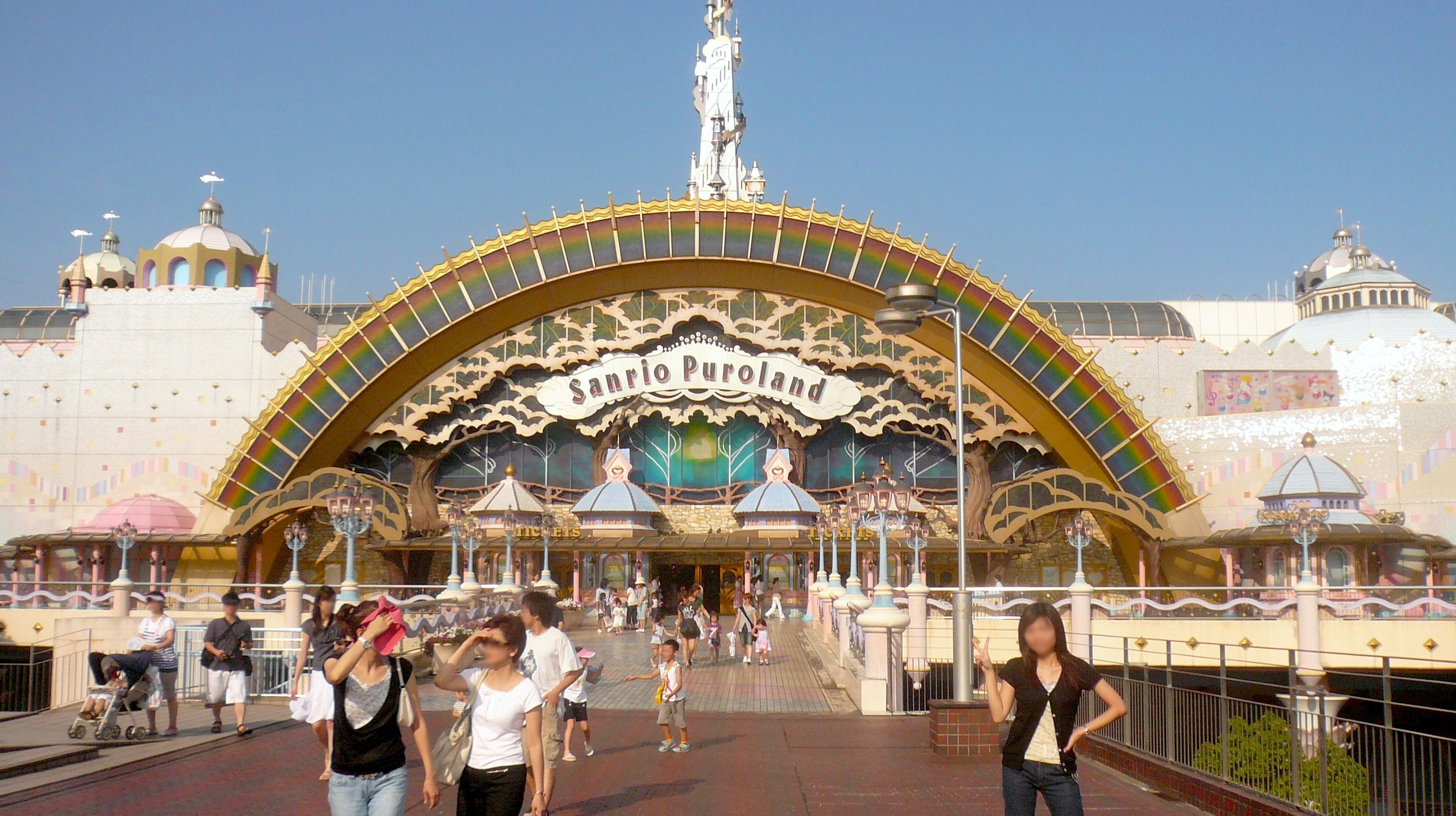
Sanrio Pyūrorando

## Bezienswaardigheden
- Sanrio Puroland (サンリオピューロランド, Sanrio Pyūrorando), een overdekt themapark met karakters als Hello Kitty, My Melody en Cinnamoroll, allen van het bedrijf Sanrio.

## Geboren in Tama
- Hajime Kazu (かずはじめ, Kazu Hajime), mangaka
- Keisuke Tsuboi (坪井 慶介, Tsuboi Keisuke), voetballer
- Kunimitsu Sekiguchi (関口 訓充, Sekiguchi Kunimitsu), voetballer

## Aangrenzende steden
- Inagi
- Hino
- Fuchū
- Hachiōji
- Machida
- Kawasaki